# أميري
أميري (ويسكونسن) (بالإنجليزية: Amery, Wisconsin) هي بلدة و مدينة من الدرجة الرابعة تقع في الولايات المتحدة في مقاطعة بولك (ويسكونسن). يقدر عدد سكانها بـ 2,902 نسمة ومساحتها 9.35 كم2 وترتفع عن سطح البحر 326 متر.

## التركيبة السكانية
قام مكتب تعداد الولايات المتحدة بتحديد بيانات التركيبة السكانية لأميريفي تعداد الولايات المتحدة. في ما يلي، التركيبة السكانية حسب تعدادي 2000 و2010.

### تعداد عام 2000
بلغ عدد سكان أميري 2,845 نسمة بحسب تعداد عام 2000، وبلغ عدد الأسر 1,231 أسرة وعدد العائلات 725 عائلة مقيمة في المدينة. في حين سجلت الكثافة السكانية 947.2 نسمة لكل ميل مربع (365.7/كم2). وبلغ عدد الوحدات السكنية 1,311 وحدة بمتوسط كثافة قدره 436.5 نسمة لكل ميل مربع (168.5/كم2).
وتوزع التركيب العرقي للمدينة بنسبة 97.96% من البيض و 0.70% من الأمريكيين الأصليين و 0.25% من الأمريكيين ذوي الأصول الآسيوية و 0.18% من سكان جزر المحيط الهادئ و 0.07% من الأمريكيين الأفارقة و 0.53% من عرقين مختلطين أو أكثر.
بلغ عدد الأسر 1,231 أسرة كانت نسبة 25.7% منها لديها أطفال تحت سن الثامنة عشر تعيش معهم، وبلغت نسبة الأزواج القاطنين مع بعضهم البعض 47.0% من أصل المجموع الكلي للأسر، ونسبة 9.0% من الأسر كان لديها معيلات من الإناث دون وجود شريك، وكانت نسبة 41.1% من غير العائلات. تألفت نسبة 36.6% من أصل جميع الأسر من أفراد ونسبة 21.1% كانوا يعيش معهم شخص وحيد يبلغ من العمر 65 عاماً فما فوق. وبلغ متوسط حجم الأسرة المعيشية 2.83، أما متوسط حجم العائلات فبلغ 2.17.
بلغ العمر الوسطي للسكان 45 عاماً. وكانت نسبة 22.1% من القاطنين تحت سن الثامنة عشر، وكانت نسبة 6.7% بين الثامنة عشر والأربعة وعشرون عاماً، ونسبة 21.6% كانت واقعةً في الفئة العمرية ما بين الخامسة والعشرون حتى والأربعة وأربعون عاماً، ونسبة 21.9% كانت ما بين الخامسة والأربعون حتى الرابعة والستون، ونسبة 27.6% كانت ضمن فئة الخامسة والستون عاماً فما فوق. يوجد لكل 100 أنثى 77.4 ذكر، ويوجد لكل 100 أنثى في الثامنة عشر من عمرها فما فوق 72.5 ذكر.
بلغ متوسط دخل الأسرة في المدينة 30,710 دولار، أما متوسط دخل العائلة فبلغ 40,568 دولار. وكان متوسط دخل الذكور 31,636 دولار مقابل 20,795 دولار للإناث. وسجل دخل الفرد الخاص بالمدينة 17,125 دولار. وكانت نسبة 4.0% من العائلات ونسبة 8.5% من السكان تحت خط الفقر، وكان من هؤلاء نسبة 10.6% تحت سن الثامنة عشر ونسبة 10.1% في الخامسة والستين من العمر وما فوق.

## معرض صور

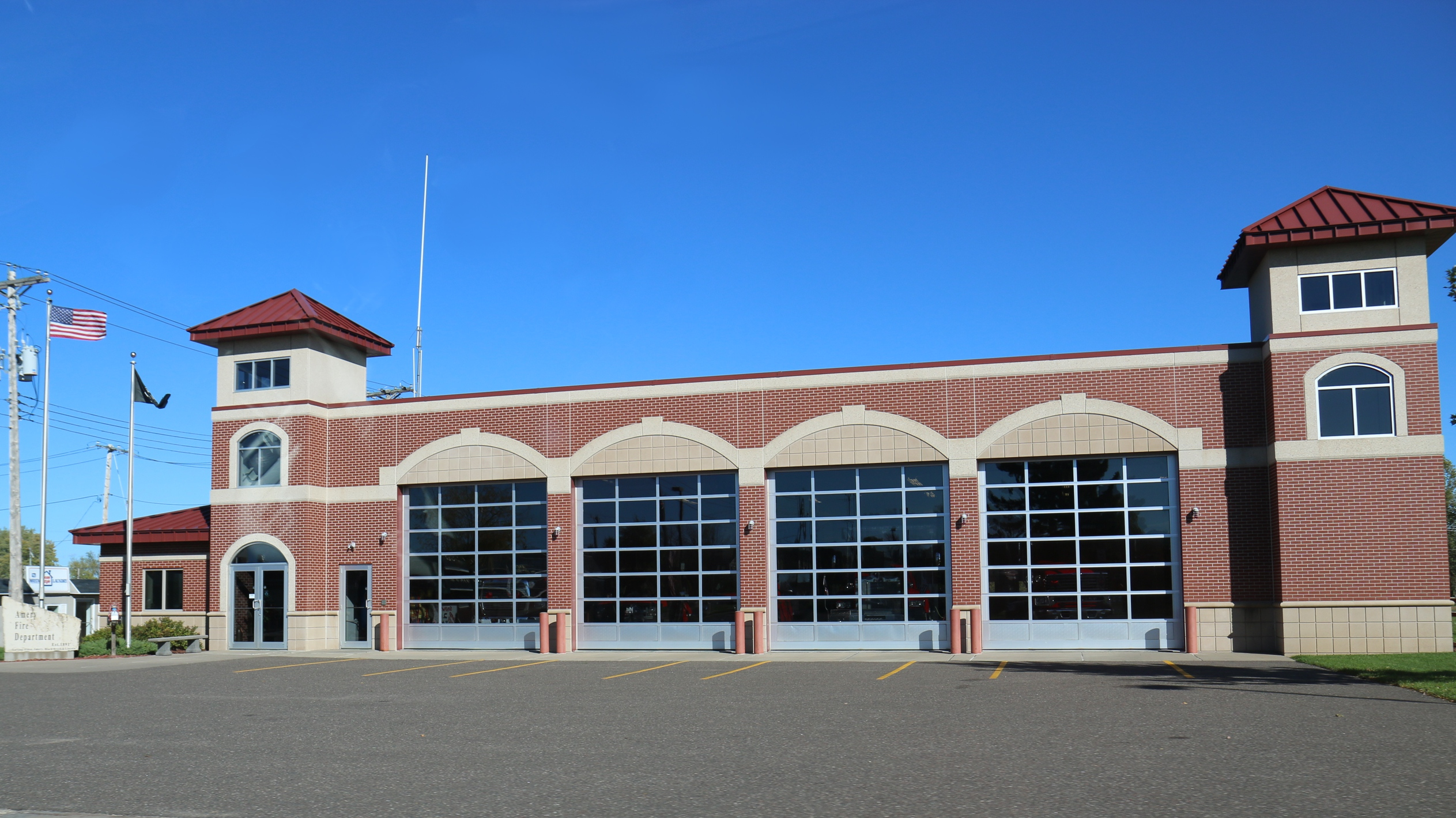
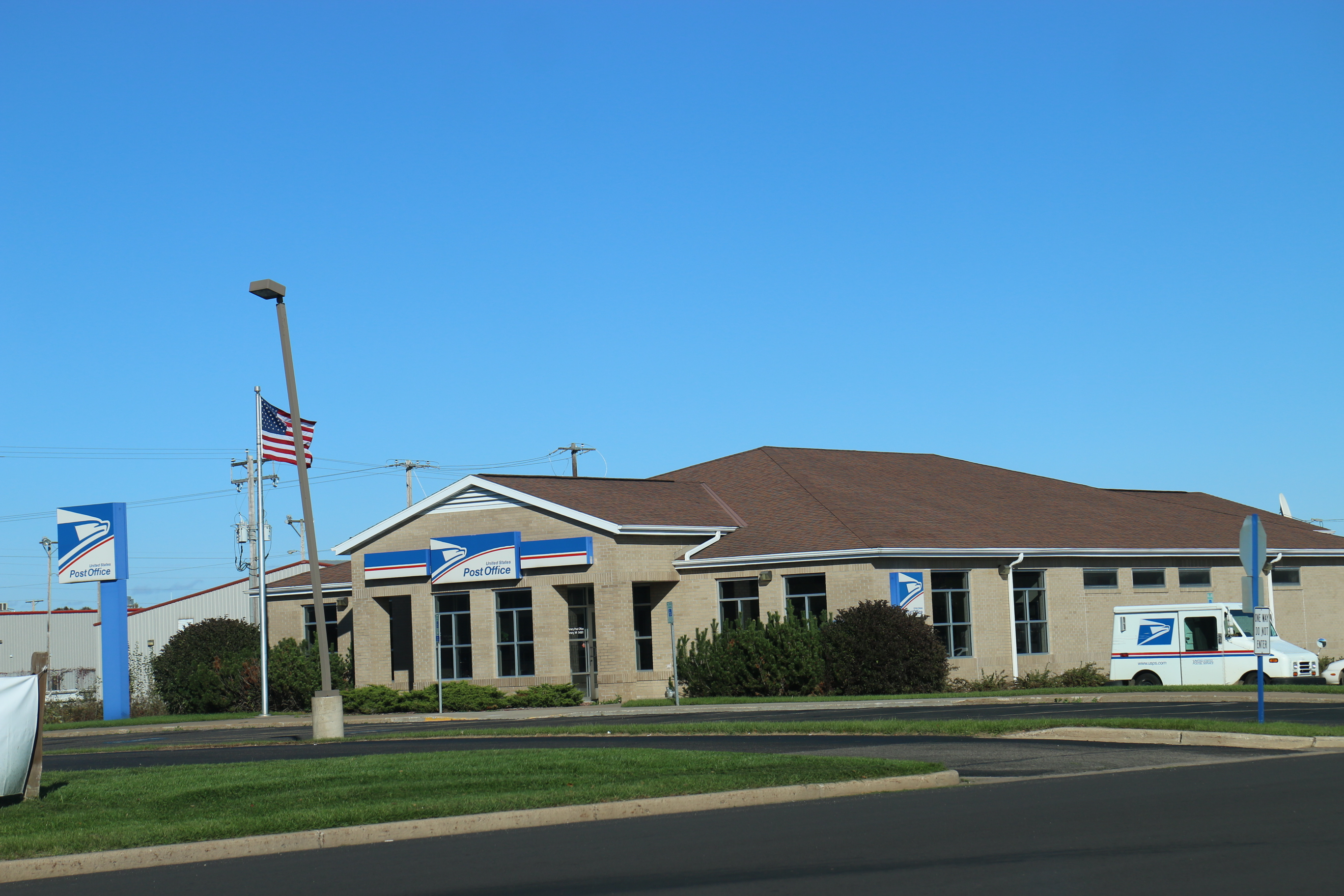
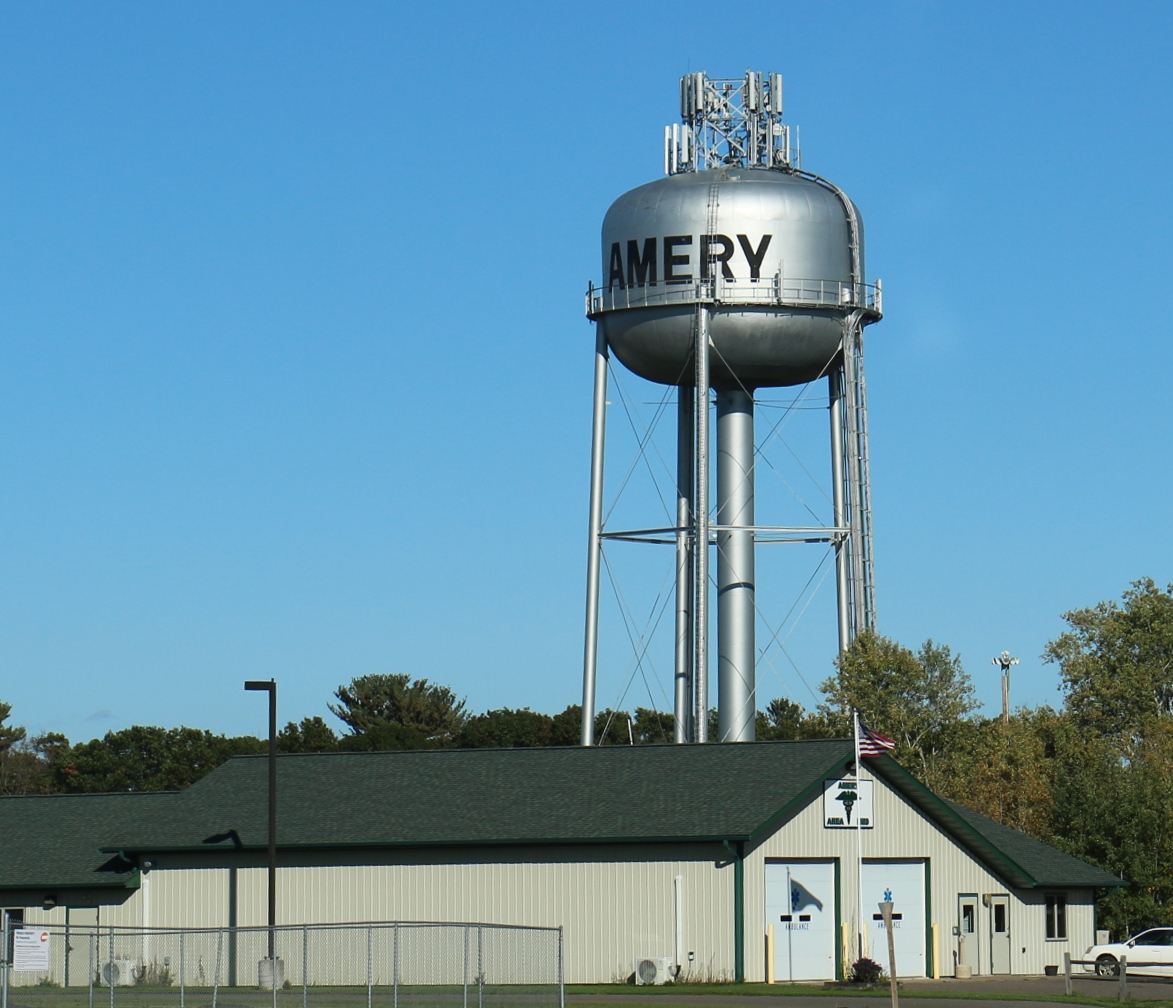
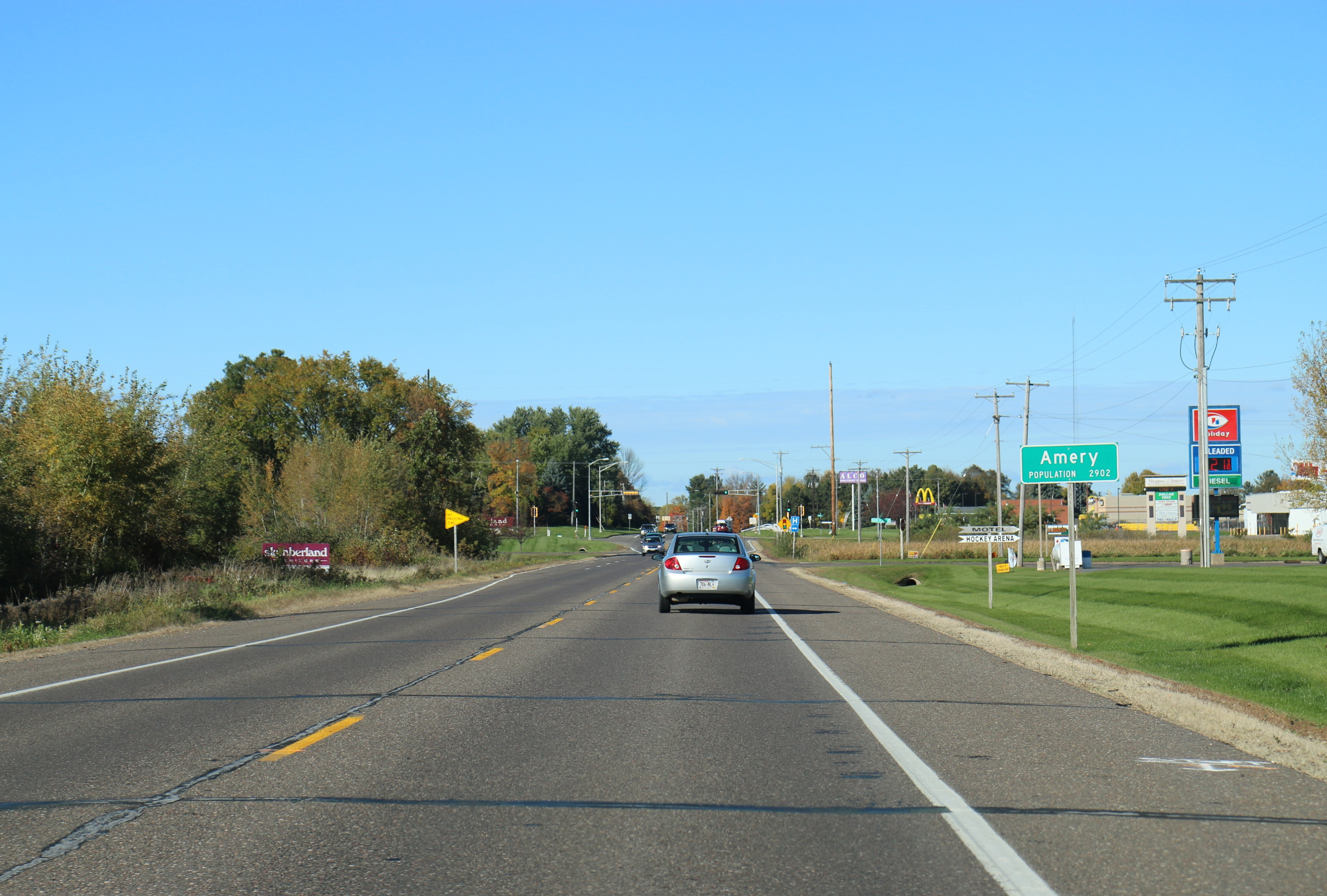
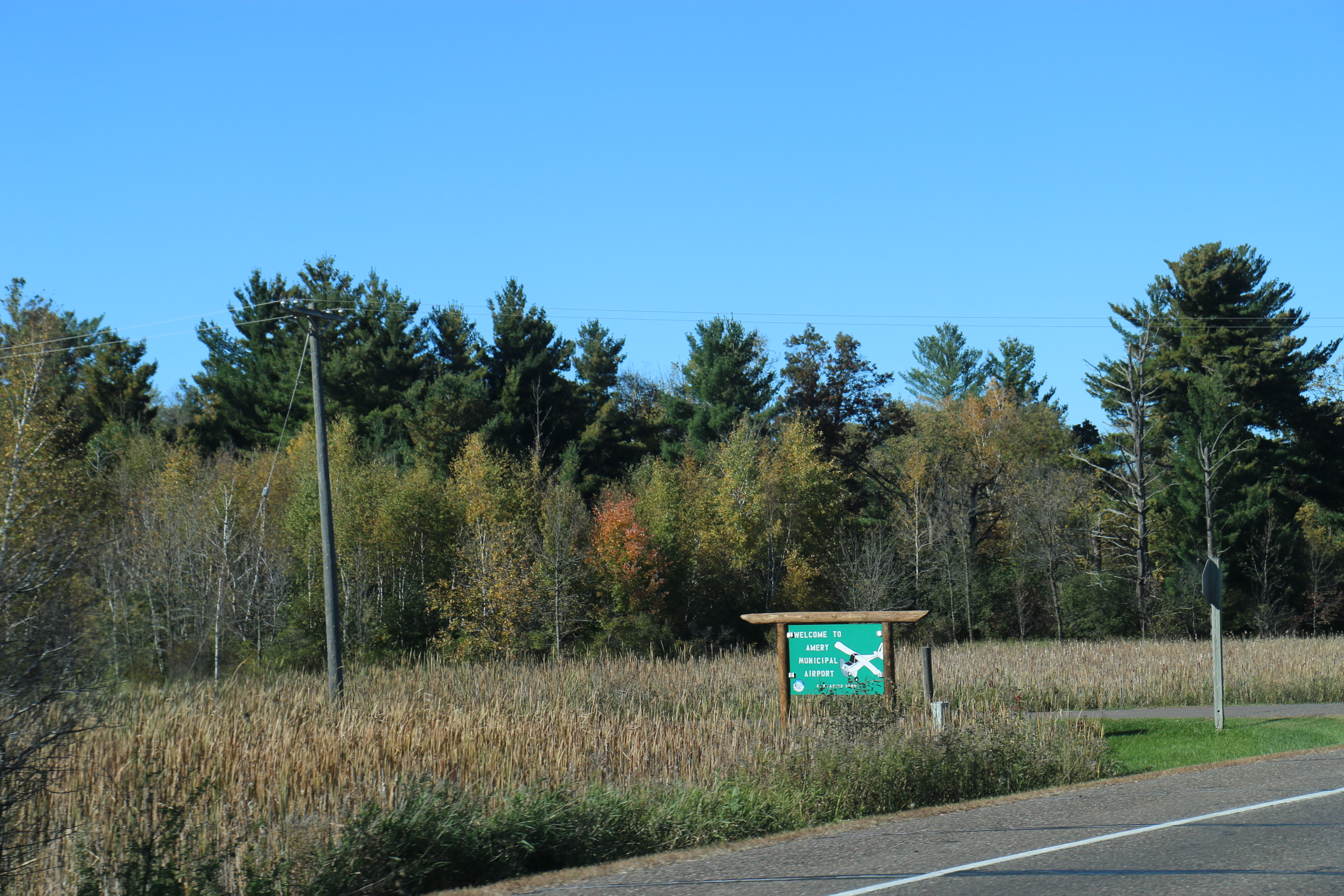

### تعداد عام 2010
بلغ عدد سكان أميري 2,902 نسمة بحسب تعداد عام 2010، وبلغ عدد الأسر 1,286 أسرة وعدد العائلات 705 عائلة مقيمة في المدينة. في حين سجلت الكثافة السكانية 980.4 نسمة لكل ميل مربع (378.5/كم2). وبلغ عدد الوحدات السكنية 1,445 وحدة بمتوسط كثافة قدره 488.2 لكل ميل مربع (188.5/كم2).
وتوزع التركيب العرقي للمدينة بنسبة 97.3% من البيض و 0.8% من الأمريكيين الأصليين و 0.3% من الأمريكيين ذوي الأصول الآسيوية و 0.1% من سكان جزر المحيط الهادئ و 0.1% من الأمريكيين الأفارقة و 0.9% من عرقين مختلطين أو أكثر.
بلغ عدد الأسر 1,286 أسرة كانت نسبة 26.4% منها لديها أطفال تحت سن الثامنة عشر تعيش معهم، وبلغت نسبة الأزواج القاطنين مع بعضهم البعض 39.4% من أصل المجموع الكلي للأسر، ونسبة 10.5% من الأسر كان لديها معيلات من الإناث دون وجود شريك، بينما كانت نسبة 4.9% من الأسر لديها معيلون من الذكور دون وجود شريكة وكانت نسبة 45.2% من غير العائلات. تألفت نسبة 41.1% من أصل جميع الأسر من أفراد ونسبة 25.2% كانوا يعيش معهم شخص وحيد يبلغ من العمر 65 عاماً فما فوق. وبلغ متوسط حجم الأسرة المعيشية 2.89، أما متوسط حجم العائلات فبلغ 2.14.
بلغ العمر الوسطي للسكان 45.1 عاماً. وكانت نسبة 22.9% من القاطنين تحت سن الثامنة عشر، وكانت نسبة 5.7% بين الثامنة عشر والأربعة وعشرون عاماً، ونسبة 21.3% كانت واقعةً في الفئة العمرية ما بين الخامسة والعشرون حتى والأربعة وأربعون عاماً، ونسبة 22.6% كانت ما بين الخامسة والأربعون حتى الرابعة والستون، ونسبة 27.6% كانت ضمن فئة الخامسة والستون عاماً فما فوق. وتوزع التركيب الجنسي للسكان بنسبة 44.6% ذكور و55.4% إناث.